# 圣瑞利安莫蒙 (科雷兹省)
圣瑞利安莫蒙是法国科雷兹省的一个市镇，属于布里夫拉盖拉尔德区（Brive-la-Gaillarde）梅萨克县（Meyssac）。该市镇总面积6.21平方公里，2009年时的人口为157人。

## 人口
圣瑞利安莫蒙（Saint-Julien-Maumont）人口变化图示